# دان فيني
دان فيني (بالإنجليزية: Dan Feeney)‏ هو لاعب كرة قدم أمريكية أمريكي، ولد في 29 مايو 1994 في اورلاند بارك في الولايات المتحدة.

## وصلات خارجية
- دان فيني على موقع مرجع كرة القدم المحترفة.كوم (الإنجليزية)